# Beda Hefti

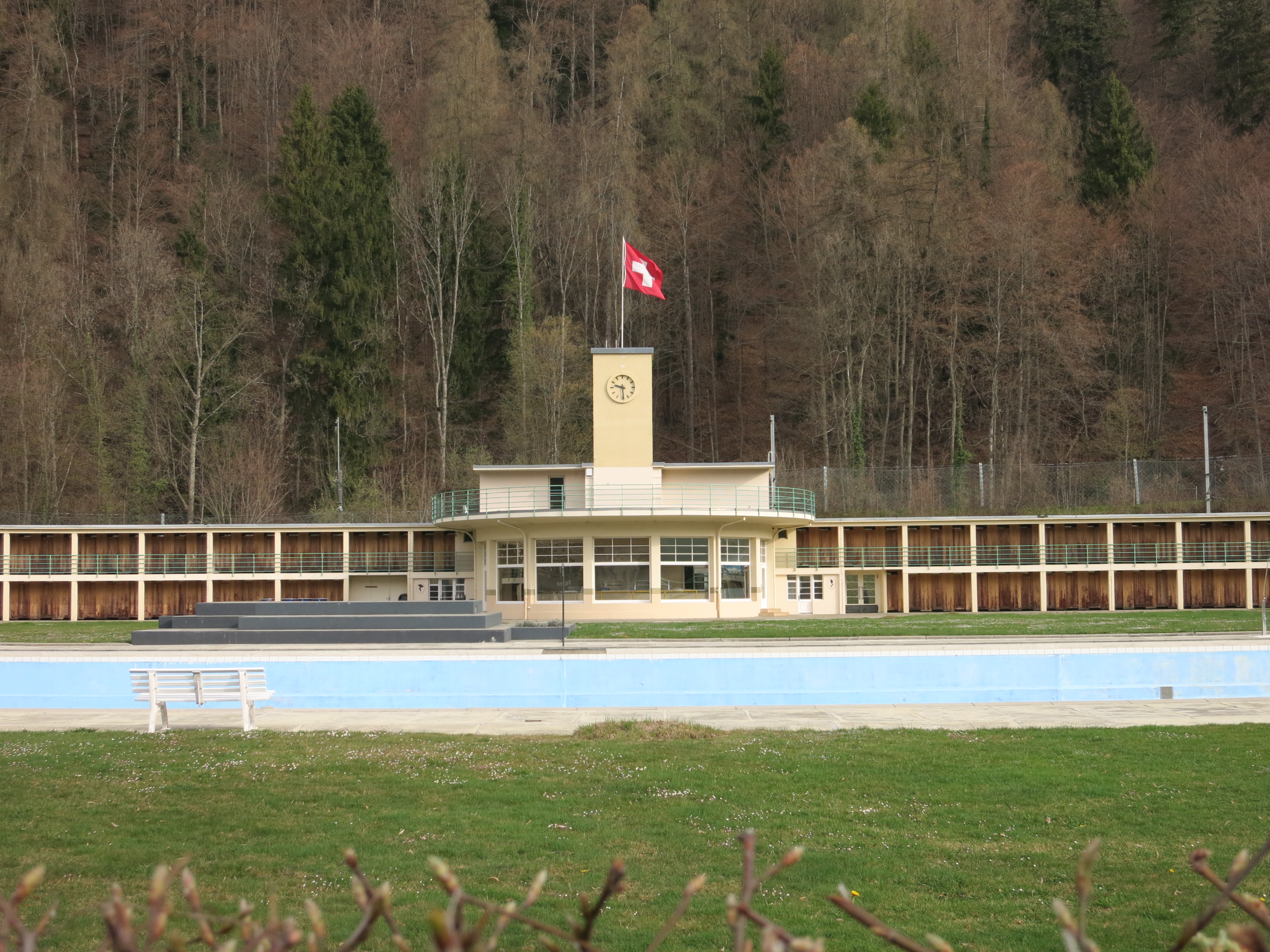
Bödeli Bad Interlaken

Beda Hefti (* 23. März 1897 in Walenstadt; † 21. Januar 1981 in Freiburg) war ein Schweizer Bauingenieur und Architekt.

## Leben
Beda Hefti wurde als Sohn des Thomas Hefti und der Berta, geborene Linder, in Walenstadt geboren. Hefti studierte an der Eidgenössischen Technischen Hochschule Zürich und schloss 1918 mit dem Diplom als Bauingenieur ab. Beda Hefti, der als Ingenieur dem Schweizerischen Ingenieur- und Architekturverein (SIA) angehörte, liess sich 1920 in Freiburg nieder und eröffnete dort ein Ingenieurbüro.
Hefti, technisch auf der Höhe der Zeit und Vorreiter der Hygienebewegung, wirkte als Pionier von Sportbauten, vor allem einer Vielzahl von Schwimmbädern in modernster Technik, die er teils selbst entwarf, teils als Ingenieur deren Technik plante, darunter die Bains de la Motta in Freiburg 1924, sowie die Schwimmbäder Gstaad 1927, Murten 1929, Burgdorf 1929, Hotel Waldhaus Vulpera 1930, Monthey 1930, Engelberg 1930, Im Gruebi in Adelboden 1931, Goldey in Interlaken 1931, Wengen 1931, Eglisee Basel 1931, Schwimm- und Sonnenbad Heiden 1932, Grenchen 1956, und Renens sowie Payerne im Jahr 1969. Daneben beschäftigte er sich ab 1940 zunehmend mit Wasserversorgung, Brücken- und Strassenbau sowie Industriebau und konstruierte die Silobauten in Düdingen, Matran, Chavornay und Yvonand. Des Weiteren war er als Partner von Denis Honegger und Fernand Dumas am Bau des Universitätsgebäudes Miséricorde in Freiburg beteiligt. Beda Heftis Beitrag zu diesem Bauvorhaben waren Berechnungen für das «bâtiment des cours», mit dem grossen Auditorium B und drei weiteren, teilweise aus der Fassade überhängend herausragenden, kleineren Auditorien. Um das Jahr 1930 änderte Hefti seine Bauweise vom neoklassizistischen Stil zum Neuen Bauen.

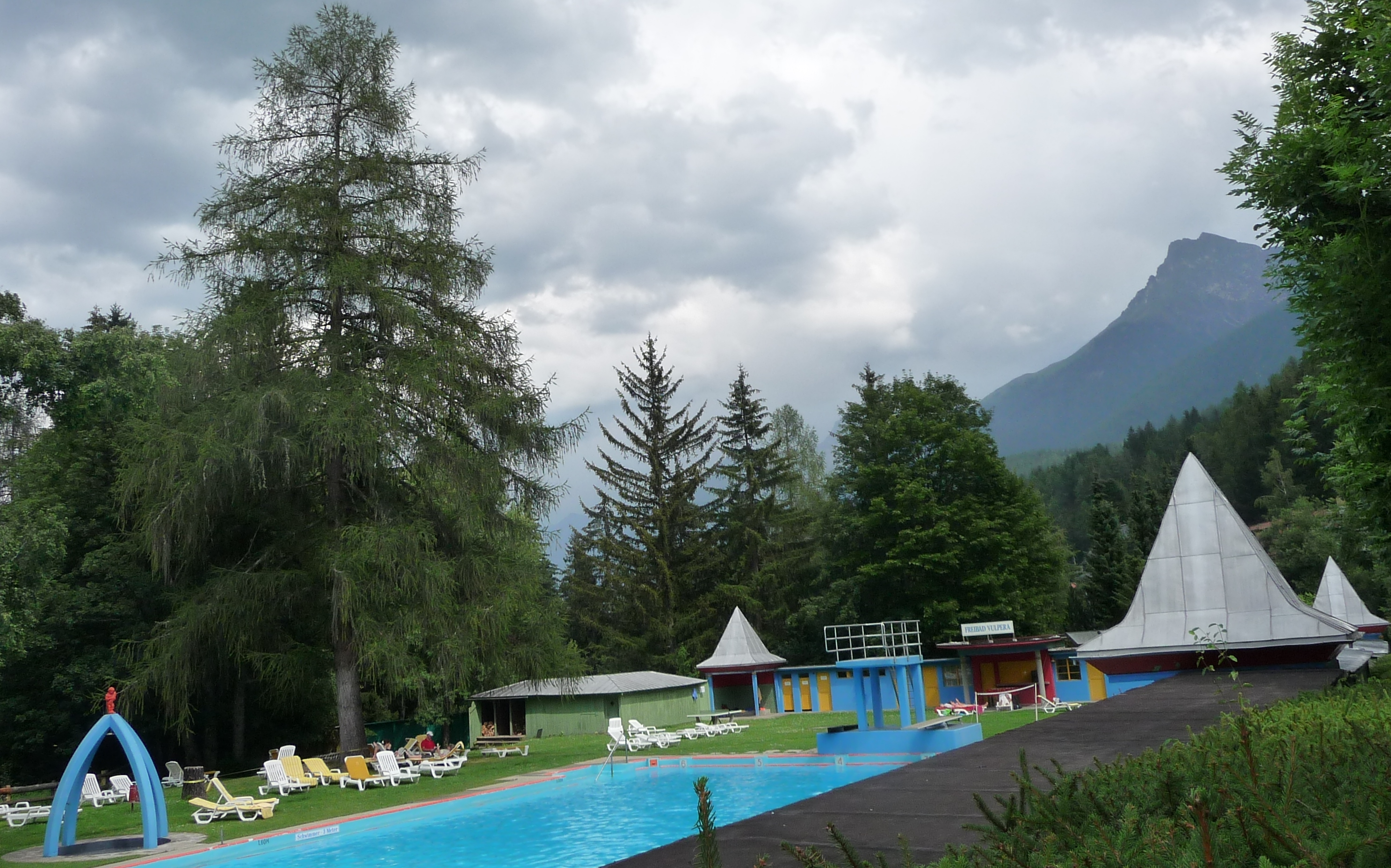
Freibad Hotel Waldhaus Vulpera, 2011. Architekt Beda Hefti, 1930

Als Erfinder und Halter mehrerer Patente entwickelte er 1938 einen neuartigen Skilift, der in Montana, Andermatt und Châtel–St–Denis installiert wurde. Darüber hinaus war er Gründer zahlreicher Sportvereine im Kanton Freiburg, wie zum Beispiel 1941 des späteren Basketballklubs Fribourg-Olympic und 1933 Initiant des Murtenlaufes. Auch das Fussballstadion von Freiburg, das Stade Universitaire St-Léonard, entstand 1932 unter seiner Federführung. Ein weiteres Betätigungsfeld Beda Heftis war der Aérodrome d'Écuvillens südwestlich von Freiburg, und die von dort startenden Fallschirmspringer.

## Privatleben
Beda Hefti stammte aus einer evangelisch-reformierten Familie. 1925 heiratete er in erster Ehe die deutsche Schwimmerin Hildegard Daniel aus Trossingen. Mit ihr hatte er einen Sohn, der 1923 geboren wurde und als junger Ingenieur später nach Südafrika auswanderte. Diese erste Ehe wurde 1957 in Genf geschieden. Seine Tochter kam 1952 zur Welt. Im gleichen Jahr starb dessen Mutter, die junge Freiburgerin Marie-Thérèse Morel, Beda Heftis Lebenspartnerin, bei einem Verkehrsunfall. Ab 1967 zog er sich zunehmend von seiner beruflichen Tätigkeit zurück. Er lebte danach hauptsächlich in Villars-sur-Glâne.